# Rifugio Antonio Berti
Il rifugio Antonio Berti è un rifugio alpino dolomitico si trova sul margine meridionale del vasto Vallon Popera nelle Dolomiti del Comelico-Auronzo-Sesto, nel comune di Comelico Superiore in provincia di Belluno, zona dichiarata nel 2009 Patrimonio Mondiale dell'Umanità – Dolomiti UNESCO, a 1950 metri di altitudine. È circondato dalle grandi pareti della Cima Bagni (2950 m), del Monte Popera (3046 m), della Cima Undici (3092 m) e della Croda Rossa (2965 m).

## Storia
Riadattando una costruzione di guerra (ex Comando Vallon Popera) nel 1924 la sezione CAI di Padova creò il rifugio intitolato al generale Olivo Sala. Nei primi anni '60, per problemi logistici, venne sostituito dal nuovo rifugio intitolato all'alpinista scrittore Antonio Berti definito “Cantore delle crode” per aver esplorato e descritto dettagliatamente le Dolomiti Orientali. L'attuale rifugio sorge poco più in basso del precedente, del quale si può ancora visitare la costruzione.

## Accessi
- dal parcheggio di Selvapiana (rifugio Lunelli) sentiero 101 1:00 ora
- dal parcheggio Passo Monte Croce Comelico sentiero 124 2:30 ore

## Ascensioni
- Cima Undici (3.092 m)
- Monte Popera (3.045 m)

## Traversate
- Punto di partenza della famosa Strada degli Alpini, attraverso il Passo della Sentinella, forcella Undici ai rifugi Comici e Carducci in 5:00 ore (EEA)
- Dal rifugio attraverso la ferrata Roghel e Cengia Gabriella si raggiunge il rifugio Carducci in 7:30 ore (EEA)
- Punto di partenza e arrivo delle ferrate Zandonella I e II tronco alla Croda Rossa in 7:00 ore (EEA)
- Costituisce punto di appoggio per la Variante II dell'Alta via n. 5 detta del Tiziano.

## Escursioni
- Dal rifugio per il sentiero 101 si giunge al laghetto del Vallon Popera (2142 m) in 30 minuti, proseguendo al Passo della Sentinella (2717 m) in h 2,00
- Per la Forcella dei Camosci seguendo i sentieri 153 (bivacco Piovan), 123, 164 in h 3,00 si arriva al parcheggio del rifugio Lunelli in località Selvapiana
- Anello Vallon Popera: seguendo il sentiero 124, passando nei pressi dell'ex rifugio Sala, si arriva alla Croda sora i Colesei (2303 m) con gallerie di guerra e panoramica sulla Val Pusteria, da qui a forcella Popera e ritorno al rifugio Berti attraverso il sentiero 101 passando per il laghetto Popera in h 3,00